# 横浜市立朝比奈小学校
横浜市立朝比奈小学校（よこはましりつ あさひなしょうがっこう）は、神奈川県横浜市金沢区東朝比奈2丁目にある市立小学校。

## 概要
大道小学校区内の住宅及び児童数が急激に増加したことに伴い、1975年に開校。開校当時は、校舎が未完成であったため、大道小学校の木造校舎9教室とプレハブ校舎4教室を借りて、開校式、入学式及び始業式が行われた。さらに1学期の間はそこで授業も行われ、同年9月1日に現在地へと移転した。
学校の裏には湧水を利用した池がビオトープとして整備され、周辺にはホタルが生息している。ホタルの生育環境を保護するために、「わくわくホタル池守り隊」（通称・池守り隊）が池の手入れなどの活動を続けてきている。

## 沿革
出典
- 1975年（昭和50年）
  - 4月1日 - 開校。開校時点の児童数490名、学級数13、教職員22名。
  - 4月3日 - 大道小講堂にて、開校式挙行。
  - 8月8日 - 現在地に鉄筋コンクリート校舎（24教室・給食場等）完成。
  - 9月1日 - 新校舎にて授業始まる。
  - 9月29日 - この日（9月29日）を開校記念日と定める。
- 1976年（昭和51年）9月21日 - 水泳プール完成。
- 1980年（昭和55年）
  - 3月20日 - 創立5周年記念誌発行。
  - 4月1日 - 鉄筋コンクリート校舎（8教室・図書館）完成。
- 1984年（昭和59年）10月6日 - 創立10周年記念式典挙行し、記念誌発行。
- 1986年（昭和61年）11月19日 - 鳥小屋完成。
- 1987年（昭和62年）2月28日 - 防球ネット完成。
- 1988年（昭和63年）2月29日 - 視聴覚室、放送室、会議室、校長室、印刷室、保健室、耐火書庫の増改築完成。
- 1989年（平成元年）2月28日 - 校庭整備、投的板・登り棒・鉄棒の新設と校門の改修。
- 1990年（平成2年）3月31日 - 体育倉庫新設。
- 2001年（平成13年） - 平成12年度より取り組んできたビオトープがほぼ完成。
- 2003年（平成15年）3月14日 - 給食室およびトイレ改修工事。
- 2004年（平成16年）
  - 11月13日 - 創立30周年記念式典挙行し、祝賀会開催。
  - 12月5日 - LAN整備（ネットデイ）事業。
- 2005年（平成17年）2月 - 緊急時校内連絡システム取り付け。
- 2006年（平成18年）4月1日 - 門扉（正門）電子錠取り付け工事。
- 2008年（平成20年）5月 - 学校運営協議会の設置。
- 2009年（平成21年）2月 - 図書の電算化による貸し出しを開始。
- 2010年（平成22年）3月 - 太陽光パネル設置。
- 2011年（平成23年）
  - 4月 - 学校運営協議会設置校再指定。
  - 6月 - プール壁面・床の修理、塗装。
- 2013年（平成25年）
  - 6月 - この月から9月まで、普通教室空調設備工事およびC棟耐震工事。
  - 12月 - 職員室NET・LAN再整備。
- 2014年（平成26年）
  - 4月 - 学校運営協議会設置校に再指定。
  - 11月28日 - 創立40周年を祝う会挙行し、記念誌発行。
- 2015年（平成27年）8月 - 窓サッシガラス改修、落下防止工事。
- 2016年（平成28年）
  - 3月 - キッズ設置に伴うC棟2・3階教室工事。
  - 12月 - 運動場バスケットゴール修繕工事。
- 2017年（平成29年）4月 - 大道中学校ブロック小中一貫教育幹事校に指定。
- 2018年（平成30年）1月 - サッカーゴール新設。
- 2019年（令和元年）6月 - 創立45周年記念航空写真撮影。
- 2020年（令和2年）
  - 5月 - この月から6月まで、プール循環器設備更新工事。
  - 7月 - この月から10月まで、トイレ改修工事（A棟1階～4階児童用、職員用）。
- 2021年（令和3年）7月 - 放課後キッズクラブ入口の電子錠取り付け工事。また、同月から8月まで、防災拠点用はまっこトイレ設置のための下水道工事。
- 2022年 （令和4年）7月 - この月から8月末まで、トイレ改修工事（C棟1階〜3階、D棟1階〜2階・それぞれ児童用）。

## 通学区域と進学先中学校
出典

### 通学区域
- 朝比奈町（全域）
- 大道2丁目（14番15号〜14番の終り、27番8号、27番9号）
- 東朝比奈1丁目（全域）
- 東朝比奈2丁目（全域）
- 東朝比奈3丁目（全域）
- 六浦町（2239番地、2270番地、2271番地、2280番地、2284番地〜2,387番地）
- 六浦5丁目（35番1号〜35番3号、41番〜50番）

### 進学先中学校
公立学校に進学する場合
- 横浜市立大道中学校

## 交通アクセス
- 京急電鉄逗子線六浦駅下車後、徒歩25分
- 京急バス「八21」・「追21」の各系統で、「三信センター」バス停下車後、徒歩8分
  - 京急電鉄本線追浜駅から、上述の京急バス「追21」系統に乗車し、「三信センター」バス停下車後、徒歩。
  - 京急電鉄本線・横浜シーサイドライン金沢シーサイドライン金沢八景駅から、上述の京急バス「八21」系統に乗車し、「三信センター」バス停下車後、徒歩。